# Jovana Damnjanović
Jovana Damnjanović (Belgrado, República Federal de Yugoslavia; 24 de noviembre de 1994) es una futbolista serbia que juega como delantera en el Bayern de Múnich de la Bundesliga Femenina de Alemania. Es internacional con la Selección de Serbia, de la cual es máxima goleadora histórica.

## Trayectoria

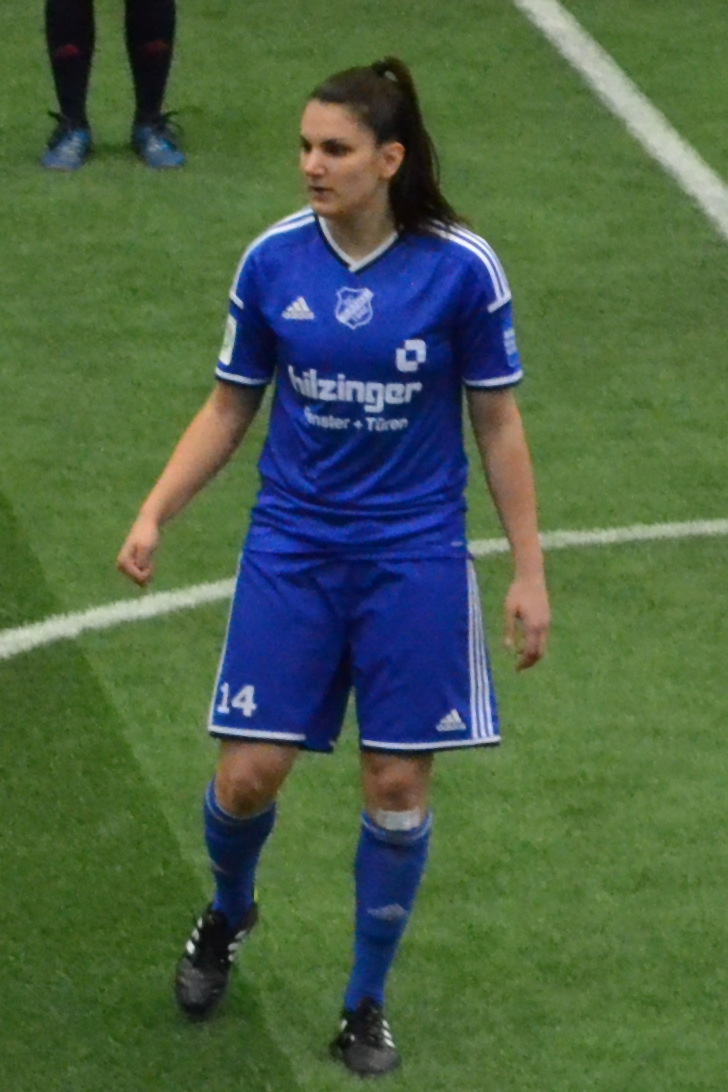
Jovana Damnjanović.

Damnjanovic comenzó en el Estrella Roja. En 2010 debutó con la selección serbia absoluta. Al año siguiente jugó la Eurocopa sub-19.
En 2013 fichó por el Wolfsburgo alemán, con el que ganó la Liga de Campeones. Fue la primera jugadora de los Balcanes en ganarla.
En 2015 fue traspasada al SC Sand.

## Palmarés

### Títulos nacionales
| Título                         | Club           | País     | Año     |
| ------------------------------ | -------------- | -------- | ------- |
| Bundesliga Femenino            | VfL Wolfsburgo | Alemania | 2013-14 |
| DFB-Pokal Femenino             | VfL Wolfsburgo | Alemania | 2014-15 |
| Bundesliga Femenino            | Bayern Múnich  | Alemania | 2020-21 |
| Bundesliga Femenino            | Bayern Múnich  | Alemania | 2022-23 |
| Bundesliga Femenino            | Bayern Múnich  | Alemania | 2023-24 |
| Supercopa de Alemania Femenino | Bayern Múnich  | Alemania | 2024-25 |
| Bundesliga Femenino            | Bayern Múnich  | Alemania | 2024-25 |
| DFB-Pokal Femenino             | Bayern Múnich  | Alemania | 2024-25 |

### Títulos internacionales
| Título                     | Equipo         | Sede     | Año     |
| -------------------------- | -------------- | -------- | ------- |
| Liga de Campeones Femenino | VfL Wolfsburgo | Portugal | 2013-14 |

(*) Incluyendo la Selección

## Vida personal
Jelena Cankovic, exjugadora del Barcelona, es prima suya.